# Diospyros montana
Diospyros montana, selten auch Tandam genannt, ist eine Pflanzenart aus der Gattung der Ebenholzbäume (Diospyros) in der Familie der Ebenholzgewächse (Ebenaceae).

## Beschreibung

### Erscheinungsbild und Blatt
Diospyros montana ist ein immergrüner, mittelgroßer Baum, mit einer Wuchshöhe von bis zu 15 Meter und Stammdurchmessern von bis zu 60 cm. Die Stämme sind stachelig und besitzen eine graue, dunkle Borke, die in unregelmäßigen Plättchen sich abschält. Die Äste sind manchmal bestachelt. Die im Querschnitt stielrunden, schlanken Zweige besitzen eine anfangs flaumig behaarte Rinde.
Die wechselständig und zweireihig an den Zweigen angeordneten Laubblätter sind in Blattstiel und Blattspreite gegliedert. Der 0,5 bis 1,0 cm lange Blattstiel ist rinnig oder planokonvex und flaumig behaart. Die ledrige, glänzende, einfache Blattspreite ist bei einer Länge von 3 bis 11 cm und einer Breite von 1,4 bis 5 cm meist eiförmig-länglich mit gestutzter bis fast herzförmiger, manchmal gerundeter Spreitenbasis und spitzem oder stumpfem oberen Ende. Beide Blattflächen sind anfangs weich flaumig behaart und verkahlen später. Die Mittelrippe ist oben flach oder etwas rinnig. Es sind 5 bis 9 Paare dünne Seitennerven vorhanden.

### Blütenstand und Blüte
Diospyros montana ist zweihäusig getrenntgeschlechtig (diözisch). Drei bis zehn männlichen Blüte stehen in seitenständigen, zymösen Blütenständen zusammen und es sind kleine Tragblätter vorhanden. Die Blüten besitzen eine doppelte Blütenhülle. Die männlichen Blüten sind grünlich-weiß und meist vier-, selten fünfzählig. Die weiblichen Blüten stehen einzeln über kurzen Blütenstielen in den Blattachseln. In männlichen Blüten sind 16 bis 20 Staubblätter vorhanden, deren Staubfäden an der Basis der Kronröhre inseriert sind. Die weiblichen Blüten sind weiß bis blassrosafarben und vierzählig. Es sind vier Griffel vorhanden, die in zweigabeligen Narben enden.

### Frucht und Samen
Die mit einem Durchmesser von 1 bis 4 cm kugeligen Beeren sind bei Reife orangefarben und im Geschmack süß-säuerlich, fruchtig. Die Beeren enthalten meist vier bis acht, manchmal zwei schwärzlich-braune Samen.

## Verbreitung
Diospyros montana kommt in Indien (beispielsweise in den ganzen Westghats), Sri Lanka, Nepal, Myanmar, Indochina, Taiwan, auf dem Malaiischen Archipel, Sulawesi und in tropischen Gebieten Australiens (nördlichen Queensland und nordöstlichen Western Australia) vor.
In Indien gedeiht Diospyros montana in Trockenwäldern bis gestörten immergrünen Wäldern in Höhenlagen bis zu 800 Meter.

## Verwendung
Die Früchte werden als Obst gegessen. Sie werden unter anderem auch in Marmeladen verwendet, getrocknet oder in einigen Regionen werden sie zur Zubereitung eines schwach alkoholischen Getränks verwendet.

## Taxonomie
Die Erstveröffentlichung von Diospyros montana erfolgte 1795 durch William Roxburgh in Plants of the Coast of Coromandel 1, S. 37, Tafel 48. Homonyme sind Diospyros montana Pancher & Sebert (Notice sur les bois de la Nouvelle Calédonie, 1873, S. 197) und Diospyros montana B.Heyne ex A.DC. (Prodromus Systematis Naturalis Regni Vegetabilis, 8, 1844, S. 239). Synonyme für Diospyros montana Roxb. sind: Diospyros cordifolia Roxb., Diospyros montana var. cordifolia (Roxb.) Hiern.